# Höglekardalen
Höglekardalen är en liten by i Hallens socken i Åre kommun i västra Jämtland, strax väster om Drommen, med en alpin skidanläggning som tillhör Bydalens skidområde. I byn finns ett värdshus, servicehus, en skoterparkering och en camping med cirka 100 campingplatser för husvagnar. Det finns även skoterleder och längdskidspår som utgår från campingplatsen och går upp på fjället eller mot Hovde.